# 鲤形总目
鲤形总目（学名：Cypriniphysae）是辐鳍鱼纲下的一个总目。

## 下属分类
本总目仅包括以下目：
- 鲤形目 Cypriniformes